# Cis-3,4-ジヒドロフェナントレン-3,4-ジオールデヒドロゲナーゼ
cis-3,4-ジヒドロフェナントレン-3,4-ジオールデヒドロゲナーゼ（cis-3,4-dihydrophenanthrene-3,4-diol dehydrogenase）は、次の化学反応を触媒する酸化還元酵素である。
(+)-cis-3,4-ジヒドロフェナントレン-3,4-ジオール + NAD+ {\displaystyle \rightleftharpoons } フェナントレン-3,4-ジオール + NADH + H+
反応式の通り、この酵素の基質は(+)-cis-3,4-ジヒドロフェナントレン-3,4-ジオールとNAD+、生成物はフェナントレン-3,4-ジオールとNADHとH+である。
組織名は(+)-cis-3,4-dihydrophenanthrene-3,4-diol:NAD+ 3,4-oxidoreductaseである。